# Красиков Михайло Михайлович
Михайло Михайлович Красиков (також Красіков; нар. 16 вересня 1959 року у Харкові, Українська РСР) — український етнограф, фольклорист, літературознавець, бібліограф, поет. Член Всеукраїнської спілки краєзнавців. Член Міжнародної асоціації мистецтвознавців. Член Національної спілки письменників України та Національної спілки художників України. Лауреат творчої премії ім. Петра Іванова Харківського міськвиконкому (2007), лауреат премії ім. Леся Танюка «За збереження культурних цінностей» (2022).

## Життєпис
Михайло Красиков народився 16 вересня 1959 року у Харкові в родині вчителів.
У 1966—1976 роках навчався у середній школі № 127 м. Харкова. Закінчив філологічний факультет Харківського державного університету (1982). 1983—1984 роках бібліограф Харківської обласної бібліотеки, 1984—1990 бібліотекар, старший редактор центральної наукової бібліотеки Харківського університету. За сумісництвом викладав літературу на підготовчому відділенні та підготовчих курсах університету. 1994 року захистив кандидатську дисертацію з теорії літератури, отримав ступінь кандидата філологічних наук. Від 1990 року — викладач кафедри етики, естетики та історії культури, з 1997 р. — доцент, з 2017 р. — професор кафедри українознавства, культурології та історії науки Національного технічного університету «Харківський політехнічний інститут» (НТУ ХПІ). Засновник (1994) і директор на громадських засадах (від 1997) етнографічного музею «Слобожанські скарби» ім. Гната Хоткевича, директор галереї «ART KHPI» при цьому університеті.

## Наукова діяльність
Михайло Красикова автор близько 800 наукових, науково-популярних і літературних публікацій, укладач, літературний і науковий редактор понад 50 книг. До кола наукових інтересів входять дослідження поетики художнього твору, фольклору, побуту і культури Слобожанщини, історії російської літератури 20 століття, етнопедагогіки.
Науковець — багаторічний керівник секції етнології, фольклористики, діалектології та літературного краєзнавства міжнародної наукової конференції «Слобожанські читання».
У науковому доробку М. Красикова укладені ним «Антология современной русской поэзии Украины» (т. 1, 1998), фольклорна збірка «Українські сороміцькі пісні» (2003), «Українські жартівливі пісні» (2004).
Михайло Михайлович упорядник, науковий редактор, коментатор ґрунтовних наукових видань про фольклор та етнографію Харківщини, збірників праць видатних етнографів і мистецтвознавців Петра Іванова, Миколи Сумцова, Стефана Таранушенка, науковий редактор бібліографічного покажчика «Історія Слобідської України» (1993).
Михайло Красиков є співурядником низки фольклорно-етнографічних видань: «Муравським шляхом. Ч. І. Етнографічний опис та фольклорні матеріали с. Лиман Зміївського району Харківської області», «Муравський шлях-97: Матеріали фольклорно-етнографічної експедиції (по селах Богодухівського, Валківського, Краснокутського та Нововодолазького районів)», видань матеріалів фольклорно-етнографічних конференцій «Слобожанський великдень» та «Кроковоє коло», а також бібліографічних матеріалів з історії Харківського національного університету імені В. Н. Каразіна.

## Краєзнавча діяльність
Зі студентства активно займається краєзнавством. Напрями його досліджень — історичне та літературне краєзнавство, традиційна культура Слобожанщини та інших регіонів України.
З 1979 року активний учасник засідань клубу «Краєзнавець», краєзнавчих читань у ХДНБ ім. В. Г. Короленка.
Нагороджений грамотою-подякою Всеукраїнської спілки краєзнавців «За особистий внесок у розвиток краєзнавчого руху на Харківщині» (1995). Член Всеукраїнської асоціації молодих дослідників фольклору (2001).
2007 року визнаний лауреатом творчої премії ім. Петра Іванова в галузі етнології та фольклористики Харківського міськвиконкому. Має звання Почесний член Всеукраїнської спілки краєзнавців (2008).

### Фольклорні експедиції
З 1977 року активний учасник фольклорно-етнографічних експедицій селами Богодухівського, Вовчанського, Золочівського, Ізюмського, Краснокутського районів Харківської області, українськими селами Шебекінського району Бєлгородської області. Матеріали з яких друкувалися у збірках. Проводив самостійні експедиційні виїзди — «Слідами Миколи Лисенка» Краснокутським районом (1980), до села Кручик Богодухівського району (1986) Харківської області. Брав участь у фольклорних експедиціях студентів ХДУ селами Довгеньке, Кам'янка Ізюмського району Харківської області (1981, 1984, 1985). Входив до складу міжнародної комплексної фольклорно-етнографічної експедиції селами Харківщини «Муравський шлях 95», фольклорно-етнографічної експедиції «Муравський шлях 97».
Учасник фольклорно-етнографічних експедицій селами Золочівського району (2000), Вовчанського району (2003) Харківської області, українськими селами Шебекінського району Бєлгородської області (2003), організованих спілкою фольклористів та етнологів м. Харкова.
2004—2005 роках виступив організатором і проводив студентську фольклорно-етнографічну експедицію і музейно-краєзнавчу практику на Бойківщині (Болехівський район Івано-Франківської області).
З метою вивчення традиційної народної культури кримських татар організував студентську музейно-етнографічну експедицію Кримом (2007).
У 2001—2007 роках учасник щорічних експедицій на байдарках річками України, організованих Всеукраїнською асоціацією молодих дослідників фольклору, зокрема по Сіверському Дінцю територією Харківської, Донецької та Луганської областей (2007).
Один з організаторів обласних фольклорно-етнографічних конференцій та етнографічних таборів для школярів на Харківщині (1998—2004), що проводилися у межах фестивалів «Золоте яєчко» та «Кроковеє коло».

### Культурологічні акції
Науковець є організатором і співорганізатором багатьох культурологічних акцій: фестивалів, літературних та літературно-музичних вечорів, культурологічних семінарів.
Михайло Красиков був директором та науковим керівником міжнародного фестивалю «Art way» (Харків, 1997), входив до складу оргкомітету різних фестивалів: міжнародного музичного «Харківські асамблеї» (1997), мистецтв «Культурні герої» (Харків-Київ, 2002).
Михайло Михайлович організатор студентських краєзнавчих конкурсів «Харківські дворики», «Останні мазанки Харкова», «Історія одного трикутничка», «Фотоісторія у родинному альбомі. 1941—1945», «Недитяче дитинство.1941–1945» та ін.), вечорів пам'яті діячів культури (Р. Мухи, Ф. Крівіна, Ф. Шмеркіної, В. Проненка, С. Черняєва, Н. Дорошко-Берман, Л. Болдова та ін.).
Михайло Красиков проводить велику роботу з увічнення пам'яті художниці З. Є. Серебрякової: заснував і очолює Неформальне товариство друзів Зінаїди Серебрякової, готує до друку присвячені їй видання, проводить різноманітні культурно-мистецькі заходи, серед яких — міжнародні Серебряковські пленери. Він активно долучався до створення музею і Культурно-історичного центру памʼяті родини Лансере–Бенуа–Серебрякових у с. Нескучному Харківської обл. У співпраці з Н. Саліною упорядкував альбом «Нескучне: зустріч через століття», присвячений творчості художниці та її рідних з родин Бенуа та Лансере, повʼязаних із Харківщиною.

## Поетична творчість
Михайло Михайлович Красиков є автором низки поетичних збірок:
- «Деревья детства: чистая лирика» (2001),
- «Божья вишня» (2007),
- «МА: Стихи о главном» (2009), «Неотправимые письма: Note-book» (2009),
- «Харьков – Сфинкс: Эссе. Стихи. Фотопутешествие» (2011),
- «Утро вечера: стихи» (2014),
- «Ученик травы» (2019).

Поезії Михайла Красикова друкувалися в Україні, Росії, Німеччині, США.